# Giovanni Fantuzzi
Giovanni Fantuzzi (Bolonha, 2 de dezembro de 1718 – Bolonha, 13 de junho de 1799) foi um historiador, biógrafo e bibliógrafo italiano.

## Obras

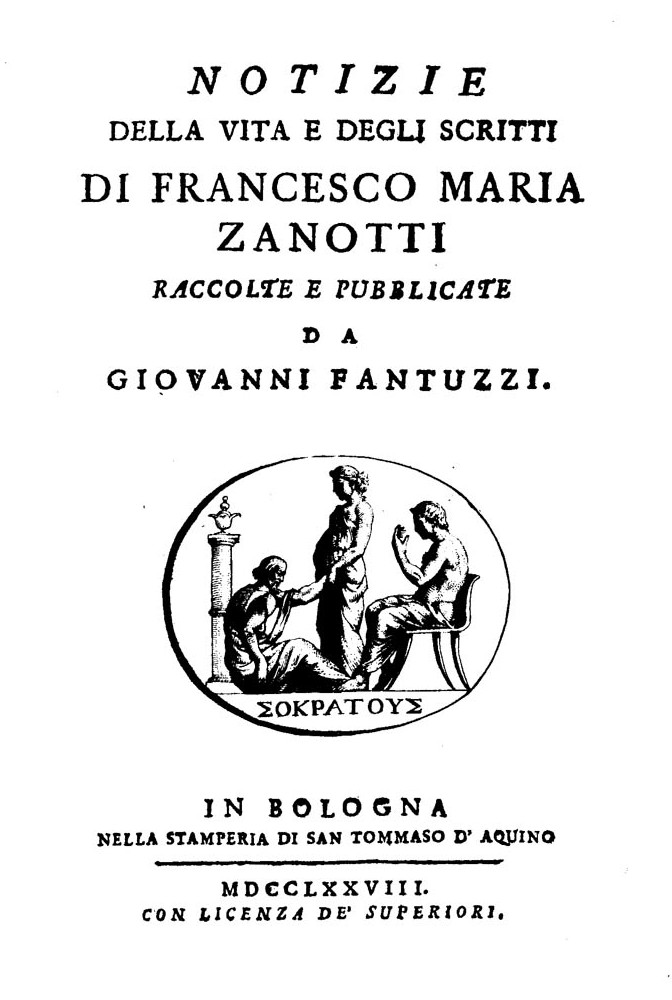
Notizie della vita e degli scritti di Francesco Maria Zanotti, 1778

- Memorie della vita del generale Luigi Ferdinando Marsigli (em italiano). Bolonha: Lelio dalla Volpe. 1770
- Memorie della vita di Ulisse Aldrovandi (em italiano). Bolonha: Lelio dalla Volpe. 1774
- Notizie della vita e degli scritti di Francesco Maria Zanotti (em italiano). Bolonha: Stamperia di San Tommaso d'Aquino. 1778
- Notizie degli scrittori bolognesi (em italiano). 1. Bolonha: Stamperia di San Tommaso d'Aquino. 1781